# Hot Fuzz
Hot Fuzz (conocida como Arma fatal en España y Hot Fuzz: Super policías en México) es una comedia cinematográfica de 2007 dirigida por Edgar Wright y protagonizada por Simon Pegg y Nick Frost. Los tres habían trabajado juntos con anterioridad en la película de 2004 Shaun of the Dead y la serie de televisión Spaced. Fue escrita por Edgar Wright y Simon Pegg, y producida por Nira Park. Wright dijo que quería escribir y dirigir una película buddy cop debido a que "no existe una tradición de este tipo de películas en el Reino Unido... Pensamos que todos los demás países poseen una tradición propia en relación a estas películas de acción y nosotros no".
La película fue estrenada el 14 de febrero de 2007 en el Reino Unido, el 20 de abril en Estados Unidos y el 5 de diciembre en España. Hot Fuzz recibió una buena respuesta por parte del público en general, obteniendo un 91% de aprobación en Rotten Tomatoes y 81/100 en Metacritic. La película obtuvo $78.761.971 de ganancias antes de lanzar el DVD. Se crearon dos bandas sonoras tras su estreno, para Estados Unidos y el Reino Unido respectivamente.

## Trama
La película cuenta la historia de Nicholas Angel, un oficial de la Metropolitan Police Service de Londres, cuya excesiva eficiencia es mal vista por sus compañeros, pues según ellos los hace ver incompetentes. Como resultado, sus superiores deciden trasladarlo a un lugar donde sus habilidades no serán tan llamativas: un tranquilo pueblo llamado Sandford, ubicado en el condado de Gloucestershire.
Una vez ahí, queda como compañero del policía Danny Butterman, hijo del inspector Frank Butterman. Danny es un fanático de las películas de acción y espera vivir algunas de esas aventuras junto al recién llegado; Angel, por su parte, intenta adaptarse al ambiente tranquilo del pueblo. Su caso más importante durante los primeros días es un cisne que había escapado de su dueño. Tras detener a un joven que robaba en un supermercado, Angel y Danny se dirigen a una taberna para beber.
Unos días después, un encapuchado comienza realizar una serie de asesinatos, que son considerados accidentes por los habitantes. Angel es el único que los ve como asesinatos, por lo que tiene algunos conflictos con sus compañeros. Sin embargo, no abandona la investigación y comienza a sospechar de Simon Skinner, el administrador del supermercado. Presenta cargos, pero carece de evidencia.
De vuelta en su departamento, Angel es atacado por el encapuchado. Tras la pelea descubre que era uno de los empleados de Skinner y es llevado a un castillo donde descubre la verdad: el inspector Butterman, Skinner y otros habitantes del pueblo intentan que Sandford mantenga su título de "Pueblo del Año", por lo que asesinan a cualquiera que pueda dañar la imagen del lugar. El inspector Butterman luego revela que su esposa se había suicidado cuando el pueblo perdió el título tiempo atrás, obligándolo a recurrir a métodos extremos para lograr que gane cada año. Angel es rodeado por los asesinos y finalmente apuñalado por Danny.
Mientras lo creen muerto, Danny lo lleva a las afueras del pueblo para que pueda huir, ya que nadie le creería. En una tienda, Angel ve algunas películas de acción que Danny le había recomendado, y decide volver al pueblo para detener a los asesinos por su cuenta. Tras llevarse unas armas que se hallaban confiscadas, les pide a unos niños que pinten con spray las cámaras de seguridad del pueblo. Angel se encuentra con Danny, quien le ayuda a vencer a todos los que intentan detenerlo.
Tras detener a los dueños de la taberna, Angel y Danny son rodeados por los policías locales, quienes escuchan su versión y se unen a su causa. Su primera pelea como grupo es en el supermercado, contra los empleados. Mientras tanto, Skinner y el inspector Butterman huyen en un automóvil y no son alcanzados hasta haber llegado a una versión a escala del pueblo.
Los antiguos supervisores de Angel llegan al pueblo para pedirle que regrese, pero él decide permanecer allí. De vuelta en la estación, los policías están celebrando su triunfo, pero son sorprendidos por Tom Weaver, el operador de las cámaras de seguridad. Weaver intenta disparar a Angel, pero Danny salta y recibe las balas. Entre el caos resultante se acciona una mina marina y la estación es destruida. Un año después, se ve que Danny sobrevivió al disparo y junto a Angel vigila las calles de Sandford.

## Reparto
| Estación de Policías de Sandford - Simon Pegg como Nicholas Angel. - Nick Frost como Danny Butterman. - Jim Broadbent como Frank Butterman. - Paddy Considine como Andy Wainwright. - Rafe Spall como Andy Cartwright. - Kevin Eldon como Tony Fisher. - Olivia Colman como Doris Thatcher. - Karl Johnson como Bob Walker. - Bill Bailey como sargento Turner. Grupo de vigilancia de Sandford - Timothy Dalton como Simon Skinner. - Edward Woodward como Tom Weaver. - Billie Whitelaw como Joyce Cooper. - Eric Mason como Bernard Cooper. - Stuart Wilson como Dr Robin Hatcher. - Paul Freeman como Philip Shooter. - Kenneth Cranham como James Reaper. - Anne Reid como Leslie Tiller. - Peter Wight como Roy Porter. - Julia Deakin como Mary Porter. - Patricia Franklin como Annette Roper. - Lorraine Hilton como Amanda Paver. - Tim Barlow como Mr Treacher. | - Trevor Nichols como Greg Prosser. - Elizabeth Elvin como Sheree Prosser. Metropolitan Police de Londres - Bill Nighy como Director de la policía Metropolitana. - Martin Freeman como Sargento. - Steve Coogan como inspector (no acreditado). - Cate Blanchett como Janine (no acreditado). Habitantes de Londres - Peter Jackson como Santa Claus (no acreditado). - Joe Cornish como Bob. - Chris Waitt como Dave. Habitantes de Sandford - Stephen Merchant como Peter Ian Staker. - Rory McCann como Michael Armstrong. - Alice Lowe como Tina. - David Bradley como Arthur Webley. - Ben McKay como Peter Cocker (no acreditado). - Adam Buxton como Tim Messenger. - David Threlfall como Martin Blower. - Lucy Punch como Eve Draper. - Ron Cook como George Merchant. - Edgar Wright como Shelf Stacker (no acreditado). - Joseph McManners como Gabriel. |

Mientras escribían el guion, Edgar Wright y Simon Pegg decidieron incluir a Nick Frost como el compañero del personaje de Pegg. Frost dijo que participaría en la película solo si podía elegir el nombre de su personaje, el cual fue "Danny Butterman". Se necesitaron cincuenta personas para roles pequeños, la mayoría de ellos eran de Wells, ya que gran parte de la filmación tuvo lugar allí.

### Cameos
El cantante y actor británico Joseph McManners tuvo un cameo en la película como un joven estudiante. Sin embargo, la historia de su personaje fue cortada de la versión final y solo puede ser vista en los extras del DVD. Stephen Merchant realiza dos apariciones como Mr Peter I Staker, cuando reporta al cisne perdido y cuando lo vuelve a encontrar en una de las escenas al final de la película. El director Edgar Wright dijo en una entrevista que Cate Blanchett tuvo un cameo ya que era fanática de la película Shaun of the Dead. Al igual que Blanchett, Jim Broadbent estaba interesado en la película y le pidió una aparición a Simon Pegg mientras estaban en la ceremonia de los Premios BAFTA. Wright conoció al director Peter Jackson mientras filmaba King Kong, y Jackson le sugirió un cameo en su próxima película. Edgar y Jackson utilizaron una barba falsa para interpretar al Santa Claus que apuñala a Nicholas Angel al comienzo de la película.

## Producción

### Guion y lugar de rodaje
El director Edgar Wright y el actor Simon Pegg demoraron dieciocho meses en escribir el guion de la película. El primer borrador fue escrito en ocho meses, y tras ver aproximadamente 138 películas de policías y realizar cincuenta entrevistas, el guion fue completado después de nueve meses más. El título se basó en los utilizados por otras películas de acción durante los años 80 y 90. En una entrevista Wright declaró que "quería un título sin mucho significado... como Lethal Weapon, Point Break o Executive Decision". En la misma entrevista, Pegg bromeó diciendo que "...todos esos títulos parecen ser creados mediante dos sombreros repletos de papeles con adjetivos y palabras escritos en ellos, luego ellos solo dicen ‘muy bien, ese será’".
El 30 de agosto de 2007 en la columna "Answer Man" del crítico Roger Ebert, John Weckmueller de Milwaukee le escribió que "recién había escuchado los comentarios de Edgar Wright en el DVD de Hot Fuzz. En ellos el director menciona que mientras escribían el guion estaban leyendo tu libro, Little Movie Glossary, al cual se refiere como 'lectura imprescindible'".
Durante la segunda mitad de 2005, Working Title -compañía encargada de la producción de Hot Fuzz- visitó varios pueblos del Sudoeste de Inglaterra en busca de un lugar apropiado para filmar la película. Simon Pegg comentó que "ambos somos de West Country así que nos pareció lógico y perfecto llevar esas ideas, géneros y clichés al lugar donde crecimos, de esta manera podrías ver verdadera acción en Frome". Stow-on-the-Wold era una de las opciones, pero tras ser rechazado, la compañía se decidió por Wells, lugar de nacimiento de Edgar Wright. Wright comentó que "Wells es bastante pintoresco [...] me encanta, pero a veces deseo destrozarlo". La Catedral de Wells fue digitalmente borrada de todas las escenas del pueblo, ya que Wright quería que la Iglesia de St. Cuthbert fuera el principal edificio de Sandford; sin embargo, el Bishop's Palace se puede divisar en algunas tomas. Las escenas que aparecen al principio de la película, específicamente las relacionadas con el entrenamiento de Angel, fueron filmadas en el Hendon Police College.

### Homenaje
Wright dijo que Hot Fuzz toma algunos elementos de su última película como aficionado, Dead Right, a la que ha descrito como Lethal Weapon ambientada en Somerset y Harry el sucio filmada en Somerset. Además utiliza los mismos lugares en ambas películas, incluyendo el supermercado Somerfield, donde solía trabajar.
En algunas partes de Hot Fuzz se pueden ver escenas de las películas de acción Point Break y Bad Boys II. El director Edgar Wright dijo que había obtenido el permiso de los actores que aparecen en cada una, además de pagar a los estudios por la utilización de las portadas de DVD.

### Efectos especiales
Diez artistas estuvieron a cargo de los efectos especiales de la película. La escena donde la mansión es destruida por una explosión fue realizada con varios morteros de gas, los cuales creaban grandes bolas de fuego frente a la mansión. En una parte las llamas envuelven a la cámara, y para realizar ese efecto, los morteros fueron ubicados frente a esta. En una de las escenas finales, la estación de policía explota debido a una mina marina. Este efecto se logró utilizando un modelo a escala de la estación.
Al igual que en Shaun of the Dead, la sangre y gore fueron utilizados en gran parte de los efectos especiales. El supervisor de efectos, Richard Briscoe, explicó la razón: "En cierta manera, mientras más extremo sea, la gente se dará cuenta de lo estilizado que es y disfrutará del humor por más ridículo que parezca. Es bastante parecido a lo que ocurre con el caballero negro en Monty Python and the Holy Grail". La secuencia que requirió más tiempo para su realización fue la escena donde el reportero es asesinado. En la escena un fragmento de la catedral cae sobre la cabeza de Tim Messenger. Ubicaron un muñeco frente a una pantalla verde y detonaron la cabeza en el momento en que iba a ser alcanzada por el objeto. A lo largo de la película fueron añadidos cerca de setenta disparos de manera digital. Briscoe dijo que "es una gran demostración de cómo varios elementos individuales pueden aportar tanto al resultado final."

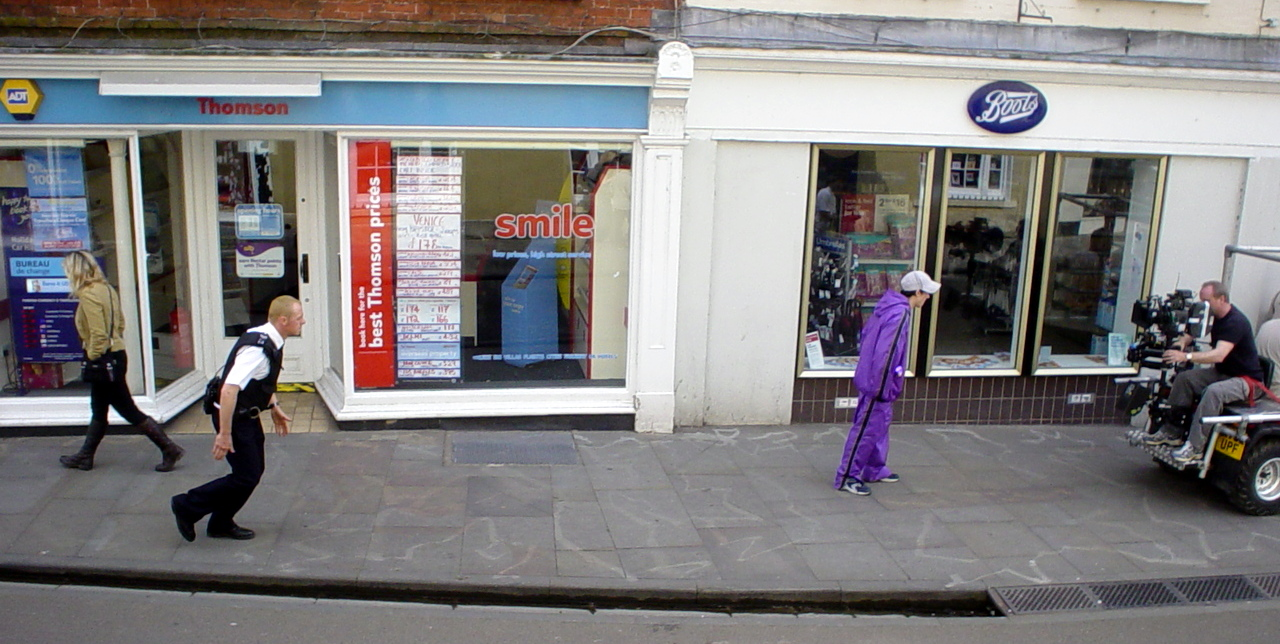
Simon Pegg filmando la escena en que persigue al ladrón vestido de color morado.

### Filmación
Para preparar sus roles en la película, Simon Pegg y Nick Frost tuvieron que seguir ciertos requerimientos. El contrato de Pegg estipulaba que debía someterse a una estricta dieta y utilizar tres entrenadores personales, de esta manera estaría en condiciones de enfrentar los requerimientos físicos de las escenas. Wright y Pegg aconsejaron a Frost ver varias películas de acción, así se acostumbraría a su rol como oficial de policía; sin embargo, decidió solo ver Bad Boys II.
La filmación comenzó el 19 de marzo de 2006 y duró once semanas. Luego de la edición, Wright había cortado cerca de media hora de la película.

## Promoción
Los dos primeros avances de la película fueron estrenados el 16 de octubre de 2006. Edgar Wright, Simon Pegg y Nick Frost mantuvieron varios videoblog, los cuales fueron actualizados constantemente durante la producción. Wright y Frost ocuparon un panel en la Comic-Con de 2006 realizada en San Diego (California), su principal objetivo era promocionar Hot Fuzz; además de mostrar algunas escenas, respondieron preguntas sobre la película. Ambos regresaron a la convención de 2007 para promocionar el estreno del DVD. Se realizó una función especial en el Reino Unido el 14 de febrero de 2007, mientras que el estreno mundial fue realizado el 16 de febrero del mismo año. La ceremonia de estreno incluyó escoltas de policías en motocicleta, además de una alfombra azul en vez de la tradicional alfombra roja.

## Respuesta
La respuesta de la crítica en relación con la película fue positiva, llegando a obtener comentarios similares a los de Shaun of the Dead. Posee un 91% de comentarios "frescos" en Rotten Tomatoes y 81/100 en Metacritic. Olly Richards de Empire dijo que Simon Pegg y Nick Frost "después de trabajar juntos durante diez años, se encuentran tan cómodos ante la presencia del otro que no necesitan pelear por protagonismo, convirtiéndolos en una increíble compañía durante dos horas". Johnny Vaughan de The Sun la consideró como "una de las comedias británicas más interesantes de 2007". Phillip French de The Observer, a quien no le llamó la atención Shaun of the Dead, opinó bien de los actores en esta película. La película además recibió buenas críticas en Estados Unidos. Derek Elley de Variety elogió a Broadbent y Dalton, "quienes son especialmente buenos en su papel de superior y principal sospechoso de Angel respectivamente". Como un homenaje al género, la película fue bien recibida por el guionista Shane Black.
Sin embargo, el The Daily Mirror solo le dio una calificación de 2/5 a Hot Fuzz, argumentando que "muchos de los chistes pierden su objetivo" a medida que la película adquiere más acción. El Daily Mail también compartió el punto de vista del Mirror, diciendo que "es la falta de una intención seria lo que los aleja desesperadamente de ser divertidos". Anthony Quinn de The Independent dijo que "posee el mismo espíritu travieso de Spaced, pero no ha sido más que un fatal capricho".
La película recaudó £7,1 millones tras su estreno en el Reino Unido el 14 de febrero de 2007. El 20 de abril había recaudado $5,8 millones en Estados Unidos, siendo emitida en solo 825 cines, convirtiéndose en la película con mayores ingresos por sala de esa semana. En su segunda semana de estreno, Rogue Pictures aumentó el número de cines que exhibía la película de 825 a 1.272, como resultado recaudaron $4,9 millones, representando un aumento de 17% en relación con la semana anterior. Hacia el 15 de enero de 2008, Hot Fuzz había recaudado $80.343.851 en todo el mundo. En nueve semanas, la película había ganado casi el doble que Shaun of the Dead en Estados Unidos y más del triple en otros países.

## DVD
El DVD de la película fue lanzado el 11 de junio de 2007 en el Reino Unido y el 8 de junio de 2007 en Irlanda. Fueron vendidas cerca de un millón de copias en el Reino Unido durante las cuatro semanas de estreno. El DVD contiene dos discos; en el primero está la película además de cuatro comentarios, escenas borradas, avances, comerciales de televisión, 'The Man Who Would Be Fuzz', 'Hot Funk' (una versión censurada de la película), Fuzz-o-meter, guiones gráficos y 'Flick Book: The Other Side'. El segundo disco contiene veintidós escenas borradas con sus respectivos comentarios, un documental sobre la filmación, trece videoblogs, comentarios sobre los efectos especiales, galerías y algunos huevos de Pascua. El DVD además incluye la última película amateur de Wright, Dead Right, a la que describe como "Hot Fuzz sin el presupuesto necesario". En el segundo disco tiene también un detrás de cámaras de Dead Right. Debido a un error en las fechas de estreno, el DVD llegó antes que la película a Alemania, el 14 de junio de 2007.
El HD DVD de la película fue lanzado el mismo día que el DVD de Estados Unidos, el 31 de julio de 2007. Según el sitio oficial, la versión HD DVD posee más material extra que el DVD. La edición para coleccionistas de tres discos fue lanzada el 27 de noviembre de 2007.

## Banda sonora
La banda sonora de Hot Fuzz, Hot Fuzz: Music from the Motion Picture, fue lanzada el 19 de febrero de 2007 en el Reino Unido y el 17 de abril del mismo año en Estados Unidos y Canadá. La versión del Reino Unido posee veintidós canciones, mientras que la de Estados Unidos solo catorce.
La música de la película fue creada por el compositor David Arnold, quien trabajó en las películas de James Bond desde 1997. La banda sonora "Hot Fuzz Suite" es una compilación de extractos de la música realizada por Arnold. El resto de la música corresponde a canciones de los grupos de rock británicos de los años '60 y '70 (The Kinks, T.Rex, The Move, Sweet, The Troggs, Arthur Brown, Cozy Powell), New Wave (Adam Ant, XTC) y grupos indie del Reino Unido y Estados Unidos (The Fratellis, Eels). La banda sonora contiene diálogos realizados por Simon Pegg, Nick Frost y otros actores, los cuales son acompañados por la música.
En ocasiones la música es diegética, por ejemplo, cuando Skinner (Timothy Dalton) llega al lugar donde ocurrió el accidente automovilístico de Martin Blower y Eve Draper, en la radio de su automóvil se oye la canción "Romeo and Juliet" de Dire Straits. En otra escena, luego del incendio que mató a George Merchant, Skinner aparece en su automóvil escuchando "Fire" de Arthur Brown.
La canción de Dire Straits, "Romeo and Juliet", no aparece en la banda sonora, pero en los comentarios del DVD, el director Edgar Wright explica la ironía de tener que pagar a la banda luego que se burlaron de ellos en la película anterior, Shaun of the Dead.
La selección de canciones también incluye títulos relacionados con policías, como "Caught by the Fuzz" de Supergrass y "Here Come the Fuzz", la cual fue compuesta especialmente para la película por la banda The Jon Spencer Blues Explosion.
El director estadounidense Robert Rodriguez también contribuyó con la banda sonora, aparece acreditado en la versión británica del álbum. En los créditos también aparecen Nick Angel (cuyo nombre fue utilizado para el personaje principal) y el director Edgar Wright como productores ejecutivos, mientras que el DJ británico Osymyso es acreditado como productor de la banda sonora. Osymyso había trabajado con Pegg y Wright en su película anterior, Shaun of the Dead.

## Premios
| Año  | Premio                | Categoría                | Receptor(es) | Resultado |
| ---- | --------------------- | ------------------------ | ------------ | --------- |
| 2008 | Premios Empire        | Mejor comedia            |              | Ganadora  |
| 2008 | Premios Empire        | Mejor actor              | Simon Pegg   | Nominado  |
| 2008 | Premios Empire        | Mejor película británica |              | Nominada  |
| 2008 | Premios Empire        | Mejor director           | Edgar Wright | Nominado  |
| 2007 | National Movie Awards | Mejor comedia            |              | Ganadora  |